# Караколь (Осакаровский район)
Караколь (каз. Қаракөл, до 2023 г. — Тельманское) — село в Осакаровском районе Карагандинской области Казахстана. Административный центр Ниязского сельского округа. Находится примерно в 59 км к северо-востоку от районного центра, посёлка Осакаровка. Код КАТО — 355679100.

## Население
В 1999 году население села составляло 1191 человек (593 мужчины и 598 женщин). По данным переписи 2009 года, в селе проживали 552 человека (265 мужчин и 287 женщин).